# 三院制
三院制（英語：Tricameralism），即是指由三個議院組成的議會，與現時常見的一院制與兩院制相比，三院制與四院制均十分罕見。

## 历史
拉丁美洲革命家西蒙·玻利瓦理想中的政府，亦由三個議院組成。一個普選的院負責行政，一個世襲的院負責立法，還有一個負責監察上述兩院。但拉丁美洲國家獨立后受美国影响，大部分行两院制。
法國大革命前的法國舊制度亦是三院制，即三級會議。三個院分別由教士、貴族和平民（資產階级）組成。

### 南非聯邦
南非1983年憲法中，基於種族隔離政策，白人、黑人和亞裔就分開選出三個議院。

### 中華民國
中華民國在1947年至1992年實施的《中華民國憲法》亦是三院制。1946年由制憲國民大會通過的《中華民國憲法》為當時中華民國大陸時期各黨派妥協的結果。當時之執政黨中國國民黨擁護其創建人孫中山的《五權憲法》學說。他把西方國會意念中的權力分散，主權為國民大會掌有及行使，擁有修改憲法的权力，立法院掌「制定法律」（技術官），監察權力獨立出來為監察院，因此無論是國民大會、立法院或監察院，都掌有國會的職權。1946年跨黨派政治协商会议中，由於以中国共产党與中国民主同盟為主之在野黨之代表對五權憲法均持懷疑態度，會中大幅改寫了中國國民黨提出的《五五憲草》，型成《政協憲草》。政協憲草中包含立法院和監察院之兩院制國會制度，而國民大會則成為兩院國會與地方議會集會之無型機關。而隨後由於中国共产党與中国民主同盟不再參與中國國民黨主導之制憲，1946年11月召開之制憲國民大會中再度將國民大會改為直接選舉產生的實體機關，而立法院與監察院則未改動。
然而《中華民國憲法》條文中並未明定誰是國會，所以導致一些疑慮和爭議。直到1957年，司法院大法官《釋字第76號解釋》，大法官作了一個被稱為「三方不得罪」的解釋，認為「國民大會、立法院、監察院共同相當於民主國家之國會」，而其民意代表均是國會議員。
| 機關     | 主要人事     | 《五權憲法》與《五五憲草》 | 《政協憲草》                               | 《中華民國憲法》         |
| -------- | ------------ | -------------------------- | ------------------------------------------ | ------------------------ |
| 國民大會 | 國民大會代表 | 由縣、市人民直接選舉       | 由立法委員、監察委員與由縣、市選舉代表組成 | 由縣、市人民直接選舉     |
| 立法院   | 立法委員     | 由國民大會選舉             | 由省、直轄市人民直接選舉                   | 由省、直轄市人民直接選舉 |
| 監察院   | 監察委員     | 由國民大會選舉             | 由省、直轄市議會間接選舉                   | 由省、直轄市議會間接選舉 |

1990年代臺灣民主化國會在臺灣全面改選後，走向以國民大會和立法院之兩院制，行使國會職权，監察院仍繼續行使其職權，憲法增修後院長及委員改由立法院行使同意权，自此監察委員一般不再認為等同于「國會議員」。最後中華民國於2005年修憲廢除國民大會，走向了一院制，迄今立法院為單一國會。

## 其他例子
聖公宗的教省議會也是三院制的，包括主教院、聖品人院和平教徒院。